# SN 2009dx
SN 2009dx – supernowa typu Ia odkryta 21 kwietnia 2009 roku w galaktyce A164925+0552. W momencie odkrycia miała maksymalną jasność 18,80m.